# Sant Tiorre
Sant Tiorre (nom occità plausible; en francès: Saint-Yorre) és un municipi francès, situat al departament de l'Alier i a la regió d'Alvèrnia-Roine-Alps. L'any 2007 tenia 2.734 habitants.

## Demografia

### Població
El 2007 la població de fet de Sant Tiorre era de 2.734 persones. Hi havia 1.212 famílies de les quals 376 eren unipersonals (172 homes vivint sols i 204 dones vivint soles), 444 parelles sense fills, 280 parelles amb fills i 112 famílies monoparentals amb fills.
La població ha evolucionat segons el següent gràfic:
Habitants censats

### Habitatges
El 2007 hi havia 1.399 habitatges, 1.256 eren l'habitatge principal de la família, 14 eren segones residències i 129 estaven desocupats. 1.007 eren cases i 386 eren apartaments. Dels 1.256 habitatges principals, 795 estaven ocupats pels seus propietaris, 440 estaven llogats i ocupats pels llogaters i 21 estaven cedits a títol gratuït; 8 tenien una cambra, 94 en tenien dues, 310 en tenien tres, 406 en tenien quatre i 438 en tenien cinc o més. 894 habitatges disposaven pel capbaix d'una plaça de pàrquing. A 618 habitatges hi havia un automòbil i a 488 n'hi havia dos o més.

### Piràmide de població
La piràmide de població per edats i sexe el 2009 era:
| Homes | Edats   | Dones |
| ----- | ------- | ----- |
| 4     | 95 o +  | 0     |
| 0     | 90 a 94 | 12    |
| 24    | 85 a 89 | 32    |
| 24    | 80 a 84 | 24    |
| 48    | 75 a 79 | 76    |
| 84    | 70 a 74 | 104   |
| 88    | 65 a 69 | 112   |
| 80    | 60 a 64 | 80    |
| 72    | 55 a 59 | 92    |
| 112   | 50 a 54 | 108   |
| 72    | 45 a 49 | 104   |
| 124   | 40 a 44 | 88    |
| 72    | 35 a 39 | 76    |
| 104   | 30 a 34 | 132   |
| 68    | 25 a 29 | 72    |
| 80    | 20 a 24 | 76    |
| 84    | 15 a 19 | 72    |
| 84    | 10 a 14 | 60    |
| 60    | 5 a 9   | 72    |
| 68    | 0 a 4   | 56    |

## Economia
El 2007 la població en edat de treballar era de 1.659 persones, 1.187 eren actives i 472 eren inactives. De les 1.187 persones actives 1.022 estaven ocupades (562 homes i 460 dones) i 165 estaven aturades (77 homes i 88 dones). De les 472 persones inactives 162 estaven jubilades, 115 estaven estudiant i 195 estaven classificades com a «altres inactius».

### Ingressos
El 2009 a Sant Tiorre hi havia 1.295 unitats fiscals que integraven 2.849,5 persones, la mediana anual d'ingressos fiscals per persona era de 16.985 €.

### Activitats econòmiques
Dels 151 establiments que hi havia el 2007, 1 era d'una empresa extractiva, 12 d'empreses alimentàries, 2 d'empreses de fabricació de material elèctric, 17 d'empreses de fabricació d'altres productes industrials, 21 d'empreses de construcció, 22 d'empreses de comerç i reparació d'automòbils, 9 d'empreses de transport, 7 d'empreses d'hostatgeria i restauració, 1 d'una empresa d'informació i comunicació, 6 d'empreses financeres, 5 d'empreses immobiliàries, 15 d'empreses de serveis, 20 d'entitats de l'administració pública i 13 d'empreses classificades com a «altres activitats de serveis».
Dels 41 establiments de servei als particulars que hi havia el 2009, 1 era una oficina de correu, 2 oficines bancàries, 1 funerària, 5 tallers de reparació d'automòbils i de material agrícola, 2 autoescoles, 4 paletes, 3 guixaires pintors, 3 fusteries, 2 lampisteries, 5 electricistes, 5 perruqueries, 5 restaurants, 1 agència immobiliària, 1 tintoreria i 1 saló de bellesa.
Dels 11 establiments comercials que hi havia el 2009, 1 era un supermercat, 1 una gran superfície de material de bricolatge, 1 una botiga de més de 120 m², 1 una botiga de menys de 120 m², 3 fleques, 1 una carnisseria, 1 una llibreria, 1 una botiga de roba i 1 una floristeria.

## Equipaments sanitaris i escolars
Els 2 equipaments sanitaris que hi havia el 2009 eren farmàcies.
El 2009 hi havia 1 escola maternal i 1 escola elemental. Sant Tiorre disposava d'un col·legi d'educació secundària amb 279 alumnes.

## Poblacions més properes
El següent diagrama mostra les poblacions més properes.